# Jonuta
Jonuta là một đô thị thuộc bang Tabasco, México. Năm 2005, dân số của đô thị này là 28403 người.